# Jean Baptiste Budes de Guébriant

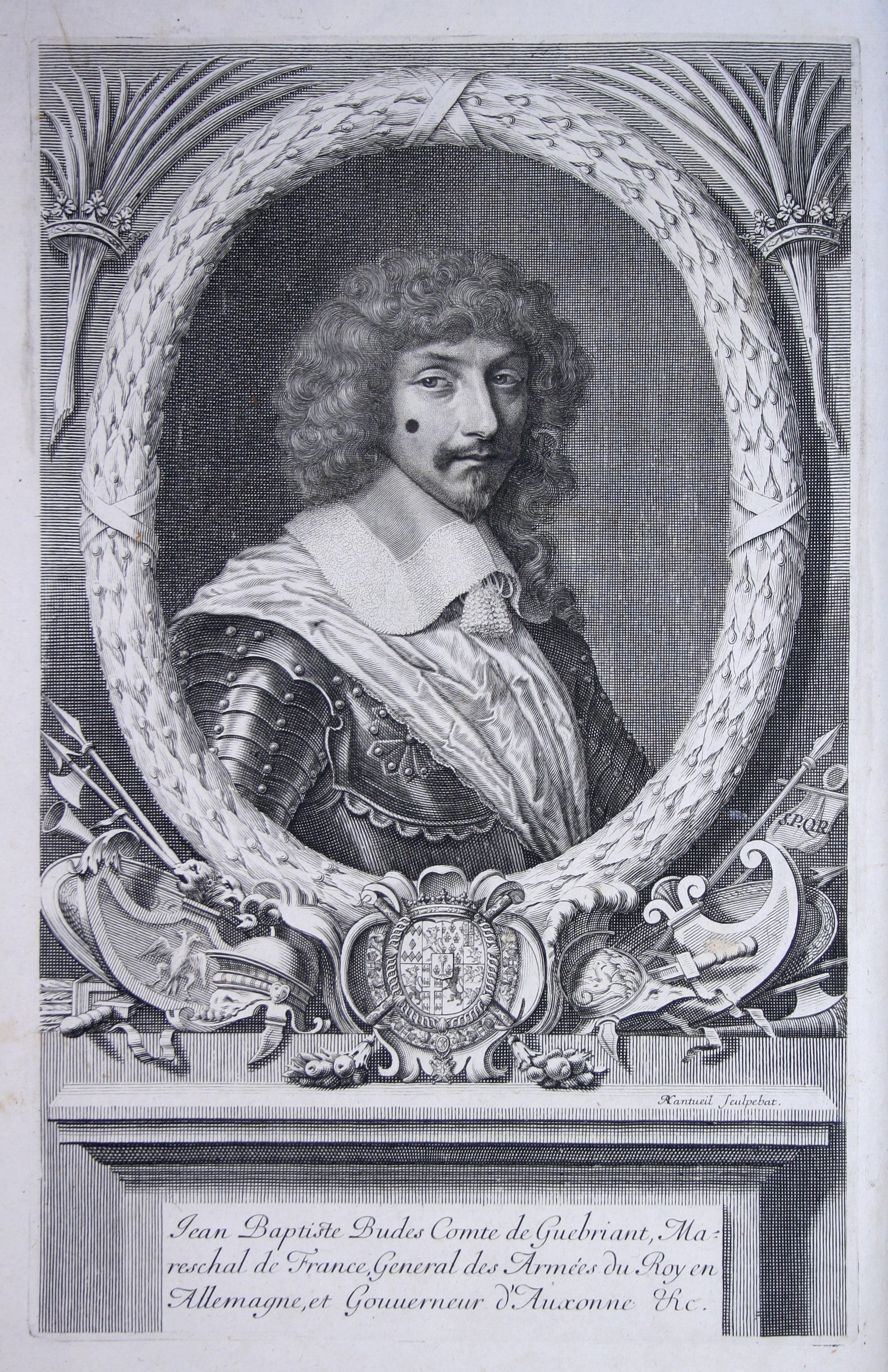
Jean Baptiste Budes de Guébriant.

Jean Baptiste Budes de Guébriant, född 1602, död den 14 (24) november 1643, var en fransk greve och marskalk.
Han gjorde sig första gången bemärkt då han år 1635 förde förstärkning till Bernhard av Weimar, som belägrade Breisach. Han stannade kvar hos hertigen och fick efter dennes död år 1639 hans trupper att gå över i fransk tjänst. Han övertog befälet över dessa i slutet av år 1640 och skulle ansluta till Banérs trupper före överfallet i Regensburg. Då detta misslyckades, drog han sig till norra Tyskland, där han tillsammans med en svensk armé under Carl Gustav Wrangel, Hans Christoff Königsmarck med flera besegrade de kejserliga trupperna vid Wolfenbüttel den 19 (29) juni 1641. Den 17 (27) januari 1642 slog han åter de kejserliga trupperna vid Kempen och intog en stor del av ärkestiftet Köln samt hertigdömet Jülich. I december samma år hade han en sammankomst med Torstenson vid Buttstädt, där det beslöts att han skulle rycka fram mot Heilbronn. Företaget misslyckades och han måste i februari 1643 dra sig tillbaka över Rhen till nedre Elsass. I november samma år gick han på nytt över Rhen och intog staden Rottweil, men dog av de skador han fått den 14 (24) november, samma dag som hans armé överfölls och besegrades av bayerska trupper vid Tuttlingen.